# Noah Schneeberger
Noah Schneeberger (* 23. Mai 1988 in Langenthal) ist ein Schweizer Eishockeyspieler, der zuletzt beim HC Davos aus der National League auf der Position des Verteidigers spielte.

## Karriere
Noah Schneeberger durchlief alle Juniorenmannschaften des SC Langenthal bis zu der Stufe Novizen. Danach wechselte er zum SC Langnau, für deren Profimannschaft er am 1. Februar 2007 sein Debüt in der Nationalliga A gab. Von 2006 bis 2008 nahm er parallel mit der Schweizer U20-Eishockeynationalmannschaft am Spielbetrieb der National League B teil, für die er in insgesamt elf Spielen vier Scorerpunkte erzielte. Nachdem der Verteidiger die Saison 2007/08 beim SC Langenthal in der NLB verbracht hatte, wechselte er im Sommer 2008 zum NLA-Aufsteiger EHC Biel, für den er in der Saison 2008/09 in 19 Spielen zwei Vorlagen gab.
Zur Saison 2011/12 wechselte er innerhalb der Liga zum Genève-Servette HC und ein Jahr später zum HC Davos. Beim HCD blieb er sechs Jahre und stellte sich beginnend mit dem Spieljahr 2018/19 in die Dienste von Fribourg-Gottéron. In der Saison 2020/21 spielte Schneeberger beim Lausanne HC. Zur Spielzeit 2021/22 kehrte er zum EHC Biel zurück. Im Mai 2023 unterzeichnete er einen Einjahresvertrag für die Saison 2023/24 beim HC Davos. Nach einem schweren Verkehrsunfall im Oktober 2023 und den folgenden Operationen fiel Schneeberger über mehrere Monate aus und erhielt letztlich keine Vertragsverlängerung beim HCD.

## Erfolge und Auszeichnungen
- 2015 Schweizer Meister mit dem HC Davos

## Karrierestatistik
(Legende zur Spielerstatistik: Sp oder GP = absolvierte Spiele; T oder G = erzielte Tore; V oder A = erzielte Assists; Pkt oder Pts = erzielte Scorerpunkte; SM oder PIM = erhaltene Strafminuten; +/− = Plus/Minus-Bilanz; PP = erzielte Überzahltore; SH = erzielte Unterzahltore; GW = erzielte Siegtore; 1 Play-downs/Relegation; Kursiv: Statistik nicht vollständig)